# Nesluša
Nesluša este o comună slovacă, aflată în districtul Kysucké Nové Mesto din regiunea Žilina. Localitatea se află la altitudinea de 417 m deasupra n.m., se întinde pe o suprafață de 25,48 km2 și în 2017 număra 3.153 de locuitori.

## Istoric
Localitatea Nesluša este atestată documentar din 1367.

## Demografie
| An:                | 1994 | 2004   | 2014   | 2024   |
| ------------------ | ---- | ------ | ------ | ------ |
| Număr de persoane: | 3228 | 3247   | 3156   | 3191   |
| Diferență:         |      | +0,58% | −2,80% | +1,10% |

| An:                | 2023 | 2024   |
| ------------------ | ---- | ------ |
| Număr de persoane: | 3210 | 3191   |
| Diferență:         |      | −0,59% |